# RBU-6000
RBU-6000 スメルチ-2（ロシア語: РБУ-6000 «Смерч-2»）はソビエト連邦が開発した212mm口径対潜迫撃砲。投射される爆雷をロケット弾として、射程を延伸している。RBU-2500 スメルチの後継として1960年頃から運用を始め、ソ連海軍の艦艇に広く搭載された。現在もロシア海軍を中心に多くの艦艇に搭載されている。

## 概要
発射機は12本のロケット発射用チューブを馬蹄形様に配した形状をしており、ブルヤ火器管制システムによりコントロールされる。射程は6,000m。
RGB-60無誘導爆雷を発射でき、一度に発射するロケットの数は1、2、4、8 または12発の中から選択できる。次発装填は自動化されており、下層の弾薬庫からの給弾は60UP装填システムにより行われる。一つの発射機当たり72発または96発のロケットが搭載される。対潜ロケット爆雷だけでなく無誘導ロケット弾も発射でき、沿岸における対地砲撃に用いることも可能である。
RPK-8「ザーパド」と呼称される改良型は90Rロケットに対応する。90Rロケットは点火コードが2線式であり、単線式の従来型RBU-6000発射機には対応しておらず、事実上ネウストラシムイ級フリゲートとタルワー級フリゲート専用となり15年もの間調達されていなかったが、2017年に開発が終わり生産が開始された90R1では単線式発射機にも対応し従来型でも使用可能となっている。

## 爆雷/ロケット
RGB-60
- 重量: 110 kg
- 弾頭: 25 kg
- 直径: 0.212 m
- 長さ: 1.83 m
- 射程: 350 m から 5,800 m
- 深度: 10 - 500 m
- 沈降率: 11.5 m/s

90R

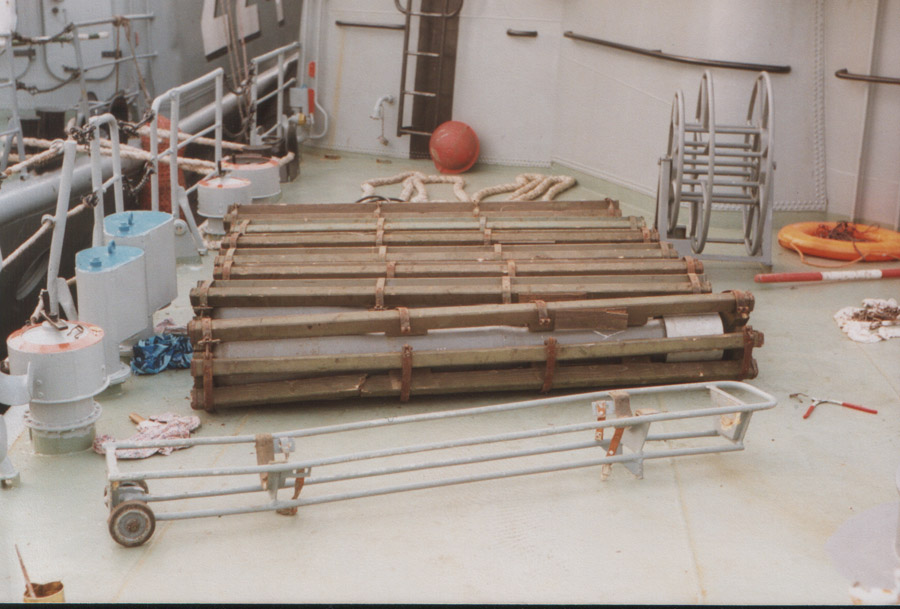
RGB-60

前述のとおり90R1は単線式発射機にも対応、また90Rが接触信管だった一方、90R1は射体が目標から所定の距離に達すると消滅する誘導非接触信管を特徴とし、その効率をさらに向上させている。
- 重量: 112.5 kg
- 弾頭: 19.5 kg
- 直径: 0.212 m
- 長さ: 1.83 m
- 射程：600 m - 4,300 m
- 有効半径: 130 m
- 沈降深度:
  - 潜水艦: 0 - 1,000m
  - 魚雷及びダイバー: 4-10m

Magnesit-MN
90R1ベースの誘導魚雷防御用のダミー魚雷
- 重量: 115kg[2]
- 射程: 4.3km[2]
- 有効時間: 8分間[2]

## 搭載艦艇
- ソビエト連邦海軍 /  ロシア海軍
  - モスクワ級ヘリコプター巡洋艦
  - キエフ級航空巡洋艦
  - キンダ型ミサイル巡洋艦
  - クレスタI型ミサイル巡洋艦
  - クレスタII型ミサイル巡洋艦
  - カーラ型ミサイル巡洋艦
  - キーロフ級原子力ミサイル巡洋艦
  - スラヴァ級ミサイル巡洋艦
  - コトリン型駆逐艦
  - カニン型駆逐艦
  - カシン型駆逐艦
  - ウダロイ級駆逐艦
  - クリヴァークI/II型フリゲート
  - ネウストラシムイ級フリゲート
  - コニ級フリゲート
  - ゲパールト級フリゲート
  - ペチャII/III型フリゲート
  - ミルカ級フリゲート
  - グリシャ級コルベット
  - パルヒムII型コルベット
  - アドミラル・グリゴロヴィチ級フリゲート
  - ポチ級コルベット(
- ソ連国境軍 / ロシア国境軍
  - クリヴァークIII型国境警備艦 (Project 11351)
  - グリシャ級コルベット(
- ウクライナ海軍
  - クリヴァークIII型フリゲート
  - ペチャII型フリゲート
  - グリシャ級コルベット
- ポーランド海軍
  - コトリン型駆逐艦
  - カシン型駆逐艦
  - 警備艦「カシュブ」
- ルーマニア海軍
  - フリゲート「マラシェシュティ」
  - コントラアミラル・イェウスタツィウ・セバスティアン級コルベット

- ブルガリア海軍
  - コニ級フリゲート
  - ポチ級コルベット
- リトアニア海軍
  - グリシャ級コルベット
- アゼルバイジャン海軍
  - ペチャII型フリゲート(Petya II frigate)
- ユーゴスラビア人民海軍
  - コニ級フリゲート
  - コトル級フリゲート
- 人民海軍
  - パルヒムI型コルベット
- インド海軍
  - ラージプート級駆逐艦
  - デリー級駆逐艦
  - コルカタ級駆逐艦
  - タルワー級フリゲート
  - シヴァリク級フリゲート
  - カモルタ級コルベット
- ベトナム人民海軍
  - ペチャII/III型フリゲート
- インドネシア海軍
  - カピタン･パチムラ級コルベット
- リビア海軍
  - コニ級フリゲート
- シリア海軍
  - ペチャIII型フリゲート
- アルジェリア海軍
  - コニ級フリゲート
- エチオピア海軍
  - ペチャII型フリゲート
- キューバ海軍
  - コニ級フリゲート